# Beschorneria yuccoides
Beschorneria yuccoides es una especie de plantas de la familia de las asparagáceas.

## Descripción
Planta originaria de México. De 1 a 2 m de altura, tiene hojas lanceoladas de hasta 45 a 50 cm de largo y 5 cm de ancho, con dientecillos a lo largo de los bordes y de color azul grisáceo. Inflorescencia espectacular; escapo floral marrón rojizo, con brácteas membranosas de color rojo. La subespecie B. y. variegata, con hojas matizadas de amarillo, es usada como planta ornamental. Requiere agua abundante, suelos arenosos bien drenados y amplia exposición solar, aunque resiste el frío hasta -5 °C.

## Taxonomía
Beschorneria yuccoides fue descrita por Karl Heinrich Koch  y publicado en Wochenschrift für Gärtnerei und Pflanzenkunde 2: 337. 1859.